# Cupaniopsis
Cupaniopsis är ett släkte av kinesträdsväxter. Cupaniopsis ingår i familjen kinesträdsväxter.

## Dottertaxa tillCupaniopsis, i alfabetisk ordning[1]
- Cupaniopsis acuticarpa
- Cupaniopsis amoena
- Cupaniopsis anacardioides
- Cupaniopsis apiocarpa
- Cupaniopsis azantha
- Cupaniopsis bilocularis
- Cupaniopsis bullata
- Cupaniopsis celebica
- Cupaniopsis chytradenia
- Cupaniopsis concolor
- Cupaniopsis cooperorum
- Cupaniopsis crassivalvis
- Cupaniopsis curvidens
- Cupaniopsis dallachyi
- Cupaniopsis diploglottoides
- Cupaniopsis euneura
- Cupaniopsis flagelliformis
- Cupaniopsis fleckeri
- Cupaniopsis foveolata
- Cupaniopsis fruticosa
- Cupaniopsis glabra
- Cupaniopsis globosa
- Cupaniopsis glomeriflora
- Cupaniopsis godefroyi
- Cupaniopsis grandiflora
- Cupaniopsis grisea
- Cupaniopsis guillauminii
- Cupaniopsis hypodermatica
- Cupaniopsis inoplea
- Cupaniopsis kajewskii
- Cupaniopsis leptobotrys
- Cupaniopsis mackeeana
- Cupaniopsis macrocarpa
- Cupaniopsis macropetala
- Cupaniopsis megalocarpa
- Cupaniopsis mouana
- Cupaniopsis myrmoctona
- Cupaniopsis napaensis
- Cupaniopsis newmanii
- Cupaniopsis oedipoda
- Cupaniopsis papillosa
- Cupaniopsis parvifolia
- Cupaniopsis pennelii
- Cupaniopsis petiolulata
- Cupaniopsis phalacrocarpa
- Cupaniopsis phanerophlebia
- Cupaniopsis platycarpa
- Cupaniopsis rhytidocarpa
- Cupaniopsis rosea
- Cupaniopsis rotundifolia
- Cupaniopsis samoensis
- Cupaniopsis serrata
- Cupaniopsis shirleyana
- Cupaniopsis simulatus
- Cupaniopsis squamosa
- Cupaniopsis stenopetala
- Cupaniopsis strigosa
- Cupaniopsis subfalcata
- Cupaniopsis sylvatica
- Cupaniopsis tomentella
- Cupaniopsis tontoutensis
- Cupaniopsis trigonocarpa
- Cupaniopsis wadsworthii
- Cupaniopsis vitiensis